# ジャン・ルイ・ストイアマン
ジャン・ルイ・ストイアマン（Jean Louis Steuerman, 1949年3月16日 - ）は、ブラジル出身のピアノ奏者。
リオデジャネイロの出身。４歳よりルチア・ブランコの下でピアノを学び、12歳からアルナルド・エストレーラにピアノを師事する。14歳の時にはブラジル交響楽団と共演して初舞台を踏み、クラウジオ・サントロから作曲を学んだ。その後奨学金を得て1967年にナポリ音楽院に留学し、ヴィンツェンツォ・ヴィターレの門下となる。また、マリア・クルチオやバリント・ヴァジョニらの指導も受け、1972年にヨハン・ゼバスティアン・バッハ国際コンクールで２位入賞を果たした。1976年にロンドン・デビューを飾り、以後国際的に活動の場を広げた。